# روسیو سانچس موچیا
روسیو سانچس موچیا (اسپانیایی: Rocío Sánchez Moccia‎؛ زادهٔ ۲ اوت ۱۹۸۸) بازیکن هاکی روی چمن زن اهل آرژانتین است.